# Yankee Doodle
"Yankee Doodle" es una canción muy conocida de los Estados Unidos, que sigue siendo a menudo una referencia de patriotismo hoy día. Está en la lista de Himnos del Estado de Connecticut.
Esta melodía ha llegado a ser un símbolo de los Estados Unidos. La Voz de América (VoA), radioemisora del gobierno de Estados Unidos, durante tres décadas comenzó y terminó su programación por onda corta con la melodía de "Yankee Doodle" en la versión de Eric Rogers Chorale & Orchestra. La melodía de la canción también fue utilizada en el corto de Mickey Mouse de Jungle Rythm 1929 y en el tema de apertura del programa infantil de PBS Barney y sus amigos.

## Historia y letra
Los orígenes de la canción se remontan a la época prerrevolucionaria de Estados Unidos y era cantada originariamente por los oficiales británicos para burlarse de los desorganizados "Yanquis" coloniales que combatían a su servicio contra Francia en las Guerras de la Norteamérica colonial. Con el tiempo, el significado de la palabra doodle pasó a expresar "simple" o "tonto". Se cree que la melodía viene de una canción de guardería llamada Lucy Locket. 
Otra versión de la letra Yankee Doodle se atribuye al Doctor Richard Shuckburgh, un cirujano del Ejército Británico. En lo que respecta a la música, la versión que puede escucharse en el archivo de audio adjunto, interpretada al violín, se corresponde con unas variaciones compuestas por el compositor y violinista belga Henri Vieuxtemps a partir de la melodía popular.

### Letra
La letra en inglés, la traducción literal y la adaptación al castellano:
| Original | Traducción literal | Adaptación |
| Yankee Doodle went to town, A-Riding on a pony; He stuck a feather in his hat, And called it macaroni*. Yankee Doodle, keep it up, Yankee Doodle dandy; Mind the music and the step, And with the girls be handy! Father and I went down to camp Along with Captain Gooding And there we saw the men and boys As thick as hasty pudding. Yankee Doodle, keep it up Yankee Doodle dandy Mind the music and the step And with the girls be handy There was Captain Washington Upon a slapping stallion A-giving orders to his men I guess there was a million. Yankee Doodle, keep it up Yankee Doodle dandy Mind the music and the step And with the girls be handy | Yankee Doodle fue a la ciudad, Cabalgando sobre un pony; En su sombrero una pluma colocó, y macarroni la llamó. Yankee Doodle, sigue así, señor Yankee Doodle; Atento a la música y los pasos, ¡Y con las chicas sé gentil! Papá y yo fuimos a un campamento junto con el Capitán Gooding y allí vimos a los hombres y niños tan gordos como púdines. Yankee Doodle, sigue así, señor Yankee Doodle; Atento a la música y los pasos, ¡Y con las chicas sé gentil! Allí estaba el Capitán Washington sobre un semental fustigado dando órdenes a sus hombres creo que eran un millón. Yankee Doodle, sigue así, señor Yankee Doodle; Atento la música y los pasos, ¡Y con las chicas sé gentil! | Un yanqui viaja a la ciudad, cabalga sobre un pony; lleva una pluma en el sombrero, y grita macarroni. Yanqui, eres elegante, Yanqui, siempre así serás; Yanqui, a todas las chicas, ¡tú conquistarás! |

En el inglés de aquella época, macaroni se refería a las personas que, por tratar de estar demasiado a la moda, rozaban el mal gusto.[cita requerida]